# Dremomys
Dremomys là một chi động vật có vú trong họ Sóc, bộ Gặm nhấm. Chi này được Heude miêu tả năm 1898. Loài điển hình của chi này là Sciurus pernyi Milne-Edwards, 1867.

## Các loài
Chi này gồm 6 loài:
- Dremomys everetti
- Dremomys gularis
- Dremomys lokriah
- Dremomys pernyi
- Dremomys pyrrhomerus
- Dremomys rufigenis